# Les sucettes
«Les sucettes» (1966) es una canción francesa escrita por el compositor Serge Gainsbourg e interpretada por la joven cantante France Gall. Es uno de sus mayores éxitos junto a «Poupée de cire, poupée de son», ambas escritas por Gainsbourg. «Les sucettes», distribuida como sencillo en 1966, se convirtió en un clásico del pop y el yeyé francés y estableció una nueva tendencia de dobles sentidos eróticos en la música pop. Gainsbourg grabó otra versión cantada por él en 1969.

## Formato y lista de canciones
EP 7" (1966, Philips 437.229 BE, Francia)
A1: «Les sucettes» – 2:33
A2: «Quand on est ensemble» – 2:10
B1: «Ça me fait rire» – 2:27
B2: «Je me marie en blanc» – 2:25